# Ricardo Ryller
Ricardo Ryller Ribeiro Lino Silva, mais conhecido como Ricardo Ryller (Tangará da Serra, 27 de fevereiro de 1994), é um futebolista brasileiro que atua como volante. Atualmente joga pelo Vitória.

## Carreira

### Luverdense
Nascido em Tangará da Serra, Mato Grosso, Ricardo Ryller teve uma breve passagem pelas categorias de base do Mixto e foi revelado pelo Luverdense, sendo promovido ao profissional em 2014. Sua estreia pelo clube aconteceu em 21 de outubro, entrando como titular em uma derrota fora de casa para o Atlético Goianiense, pela Série B de 2014.
Em 29 de maio de 2015, ele assinou uma extensão de contrato até dezembro de 2017. Seu primeiro gol como profissional aconteceu em 28 de julho, marcando o único gol da equipe mato-grossense em uma derrota fora de casa por 2 a 1 para o Boa Esporte, pela Série B de 2015. Suas atuações pelo Luverdense chamaram a atenção de clubes brasileiros como Coritiba e Vasco da Gama, mas acabaram sendo negadas.
Pelo Luverdense, fez 109 partidas e marcou 10 gols.

### Braga
Em 16 de janeiro de 2018, Ricardo Ryller foi contratado pelo clube português Braga, assinando um contrato com o clube até 2022.

### Red Bull Bragantino
Em 19 de junho de 2019, Ricardo Ryller foi emprestado ao Red Bull Bragantino até o final do ano. Estreou pelo clube do interior paulista em 20 de julho, entrando como substituto em um empate fora de casa por 0 a 0 com o Oeste, pela Série B de 2019. Seu primeiro gol pelo clube aconteceu em 15 de outubro, marcando o primeiro gol de um empate em casa com o Oeste por 2 a 2.
Fez uma grande temporada pelo clube em 2019, sendo titular absoluto após a lesão de Barreto nas rodadas finais da Série B de 2019 e marcando dois gols inclusive, aonde foi campeão da mesma competição. Em 24 de junho de 2020, Ricardo Ryller teve seu contrato de empréstimo ampliado até junho de 2021. Deixou o Red Bull Bragantino em 14 de junho de 2021, retornando ao Braga, que não aceitaram renovar o contrato do atleta nos mesmos moldes.
Pelo Red Bull Bragantino, fez 68 partidas e marcou 4 gols.

### Al-Fayha
Em 3 de agosto de 2021, Ricardo Ryller foi transferido ao Al-Fayha, com o Braga fechou um acordo de 650 mil Euros, por 50% dos direitos econômicos do atleta.

## Títulos
Luverdense
- Campeonato Mato-Grossense: 2016
- Copa Verde: 2017

Red Bull Bragantino
- Campeonato Brasileiro - Série B: 2019
- Campeonato Paulista do Interior: 2020